# یودالومادا
یودالومادا (به لاتین: Udalumada) یک منطقهٔ مسکونی در سری‌لانکا است که در استان مرکزی (سری‌لانکا) واقع شده‌است.